# 베스 베어스
베스 베어스(Beth Behrs, 1985년 12월 26일 ~ )는 미국의 배우, 작가이다. 드라마 《투 브로크 걸스》의 캐롤라인 채닝 역으로 유명하다.

## 작품 목록
- 투 브로크 걸스 (2011-17)
- 더 네이버후드 (2018-)